# Czerwono-Czarni
Czerwono-Czarni (Die Rot-Schwarzen) war eine polnische Musikgruppe und eine der Pioniere der Beatmusik in Polen.

## Geschichte
Czerwono-Czarni entstand im Jahre 1960 in Danzig auf Initiative von Franciszek Walicki, dem Vater der polnischen Rockmusik. Zur Gründungsbesetzung gehörten Michaj Burano (Gesang), Marek Tarnawski (Schlagzeug), Zbigniew Garsen (Piano), Andrzej Jordan (Kontrabass), Zbigniew Podgajny (Keyboards), Piotr Puławski (Gitarre), Seweryn Krajewski und Henryk Zomerski (beide Bass). Hinzu kamen Sängerinnen und Sänger, die zu großen innerpolnischen Stars wurden: Helena Majdaniec, Wojciech Gąssowski, Józef Ledecki, Karin Stanek, Maciej Kossowski und Katarzyna Sobczyk (1945–2010). Die Band spielte 1962 beim Sopot Festival und 1963 beim Landesfestival des Polnischen Liedes in Opole. Es folgte eine Reihe von Auslandsgastspielen in der Tschechoslowakei, der DDR, den USA und Kanada. Höhepunkt ihrer Karriere war für polnische Verhältnisse zweifellos 1967 der Auftritt als Vorgruppe der Rolling Stones im Warschauer Kulturpalast. Im Laufe ihrer Existenz erschienen fünf LPs und zahlreiche Singles. Am ungewöhnlichsten war dabei die 1968 veröffentlichte Beatmesse Pan przyjacielem moim (Der Herr ist mein Freund). 1976 löste sich die Band auf.
Czerwono-Czarni war von ihrer Entstehung her eine Rock-’n’-Roll-Band, die sich im Laufe der 1960er Jahre immer mehr auf kurze Hitsongs konzentrierte. Ihr Song Apron Strings war der erste Rock-’n’-Roll-Song einer polnischen Band überhaupt.

## Diskografie

### Alben
- 1966: Czerwono-Czarni, Polskie Nagrania Muza (XL-0352)
- 1967: 17.000.000, Polskie Nagrania Muza (XL-0458)
- 1968: Zakochani są sami na świecie, Pronit (XL/SXL-0491)
- 1968: Msza beatowa „Pan przyjacielem moim“, Polskie Nagrania Muza (XL-0475)
- 1970: Bądź dziewczyną moich marzeń, Pronit (XL/SXL-0645)

### Kompilationen
- 1986: Z archiwum polskiego beatu, Polskie Nagrania Muza (SX-2198)
- 1991: Czerwono-Czarni, Alcom (ALCD-001)
- 1991: Popołudnie z młodością, Alcom (ALCD-003)
- 1995: Obrazek z tamtych lat, Akar (AKCD-003)
- 1998: Mały Książę, Marmit (MAR 004-2)
- 1998: Złote Przeboje, Wilk Records (WR-106 CD)
- 2000: Rarytasy, Andromeda (CD-415)
- 2004: Czerwono-Czarni – 45 RPM: Kolekcja singli i czwórek, Yesterday (KLUB PŁYTOWY-11/12)
- 2010: 40 przebojów, Polskie Nagrania Muza (PNCD-1297 A/B)

### Singles
- 1960: Apron Strings
- 1963: Whole Lotta of Shaking Gain' On, Sailor / Pronit (SP-74)
- 1963: O mnie się nie martw, Był taki ktoś / Pronit (SP-114)
- 1966: Mały Książę, Ani mi się śni / Pronit (SP-169)
- 1966: Ten pierwszy dzień, Tato kup mi dżinsy / Pronit (SP-170)
- 1967: Siedemnaście milionów, Cygańska wróżba / Pronit (SP-179)
- 1968: Opowiedz mi swoją historię, Napiszę do ciebie z dalekiej podróży / Pronit (SP-234)